# Даліас
Даліас (ісп. Dalías) — муніципалітет в Іспанії, у складі автономної спільноти Андалусія, у провінції Альмерія. Населення — 3983 особи (2010).
Муніципалітет розташований на відстані близько 410 км на південь від Мадрида, 35 км на захід від Альмерії.
На території муніципалітету розташовані такі населені пункти: (дані про населення за 2010 рік)
- Селін: 450 осіб
- Даліас: 3533 особи

## Демографія
Динаміка населення (INE ):